# Conor Dwyer
Conor Dwyer (ur. 10 stycznia 1989 w Evanston) – amerykański pływak specjalizujący się w stylu dowolnym i zmiennym, mistrz olimpijski, mistrz świata.

## Kariera pływacka
W 2011 roku Amerykanin zdobył złoty medal na mistrzostwach świata w Szanghaju w sztafecie 4 × 200 m stylem dowolnym. Dwyer jest również czterokrotnym medalistą igrzysk panamerykańskich z Guadalajary w 2011 roku.
Na igrzyskach olimpijskich w Londynie zdobył w sztafecie 4 × 200 m stylem dowolnym złoty medal.
Podczas mistrzostw świata w Barcelonie w 2013 roku zdobył trzy medale. Wywalczył złoto w sztafecie 4 × 200 m stylem dowolnym oraz dwa srebrne medale na dystansie 200 m kraulem i w sztafecie 4 × 100 m stylem dowolnym.
Dwa lata później, na mistrzostwach świata w Kazaniu zdobył złoto w sztafecie mieszanej 4 × 100 m stylem dowolnym oraz srebrny medal w konkurencji 4 × 200 m stylem dowolnym. Na dystansie 200 m kraulem zajął dziewiąte miejsce.
Na igrzyskach olimpijskich w Rio de Janeiro płynął w finale sztafety 4 × 200 m stylem dowolnym i wywalczył w tej konkurencji złoty medal. Na dystansie 200 m stylem dowolnym zdobył brązowy medal uzyskując czas 1:45,23. W konkurencji 400 m kraulem z czasem 3:44,01 był czwarty.